# Crispus

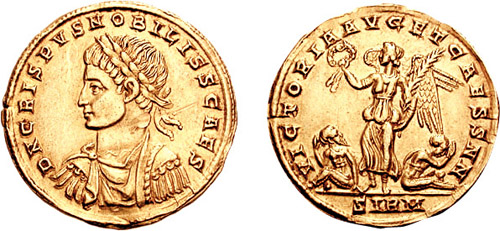
Crispus pe o monedă multiplu de solidus (1½, 6,72 grame) emisă pentru celebrarea victoriei tatălui său, Constantin cel Mare, asupra goților, în anul 323. Avers: D N CRISPVS NOBILISS CAES, bust drapat și cu platoșă, cap laureat spre stânga; revers: VICTORIA AVG ET CAESS N N, Victoria stând spre stânga, cununa oferită învingătorului în mâna dreaptă, iar în mâna stângă o frunză de palmier; jos, doi captivi sunt așezați pe sol, în sânga și în drepta picioarelor sale; în exergă: SIRM, marcă a monetăriei de la Sirmium, (emisă în anul 323).

Gaius Flavius Iulius Valerius Crispus (n. 299 - 305 - d. 326, Pietas Iulia, Istria), cunoscut și sub numele de Crispus a fost Caesar al Imperiului Roman. A fost primul fiu al împăratului Constantin I cel Mare și al Minervinei.

## Biografie
Crispus a fost fiul cel mare al împăratului Constantin I și al Minervinei. Se bănuiește că s-ar fi născut între anii 299 - 305, în zona răsăriteană a Imperiului Roman. Nu se știe mai nimic despre căsătoria lui Constantin I cu Minervina. Această căsătorie a durat cel mult până în anul 307, când Constantin s-a căsătorit, în mod oficial, cu Fausta, fiica lui Maximian. 
A copilărit la Augusta Treverorum, unde l-a avut ca pedagog pe Lactanțiu.
La 1 martie 317, la Serdica, a primit titlul de Caesar, împreună fratele său vitreg, nou-născutul copil Constantin al II-lea, al împăratului Constantin I din căsătoria cu Fausta, și împreună cu Licinianus, fiu al împăratului Licinius, coleg al tatălui său în estul Imperiului.
În anul 318 a primit primul consulat, iar în 320, i-a fost încredințată comanda militară a apărării frontierei Rinului, în Gallia, fiind însoțit de un prefect. În același an, a obținut primele victorii împotriva francilor și alemanilor. În anul următor, celebrează căsătoria cu o anumită Helena, care i-a dăruit un fiu, în 322, și primește al doilea consulat.
Crispus s-a dovedit un bun comandant militar, învingându-i pe franci, în 323, și pe alemani, în 324. Geniul său de comandant militar și-a spus cuvântul când, la 18 septembrie 323, a obținut o zdrobitoare victorie în bătălia navală de la Chrysopolis din Hellespont, asupra lui Licinius. Această victorie l-a ajutat pe tatăl său, Constantin cel Mare, să devină unicul împărat al Imperiului Roman. Crispus primește al treilea consulat.

## Moartea lui Crispus
În 326, Crispus a fost executat de către tatăl săula Pietas Iulia, în Istria, în prezent în Croația. În același an, mama sa vitregă, Fausta a fost, la rândul ei executată, tot la ordinul lui Constantin. Soarta rezervată soției și copiilor lui Crispus nu este cunoscută. Atât Crispus cât și Fausta au primit „damnatio memoriae”, adică numele lor au fost șterse din inscripțiile și înscrisurile publice.
Motivația acestor ucideri este, din punct de vedere istoric, nesigură. Istoricii latini, contemporani lui Constantin, păstrează tăcerea asupra acestor evenimente. Potrivit relatărilor istoricului păgân bizantin Zosimos, trăitor în secolul al VI-lea, reluate de Ioan Zonaras, viețuitor în secolul al XII-lea, Crispus a fost acuzat de mama sa vitregă, Fausta, că ar fi vrut să o seducă, ceea ce ar fi provocat mânia lui Constantin. Descoperind falsitatea acuzației, Constantin ar fi decis executarea Faustei. Istoricul franc Grigore de Tours, din secolul al VI-la, evocă un complot al lui Crispus îndreptat împotriva lui Constantin. Trebuie subliniat faptul că Crispus, după exemplul Faustei, rămăsese păgân, ceea ce ar fi putut crea o dușmănie între el și tatăl său, Constantin cel Mare.

## Crispus pe monede romane
Monedele sale îl arată fiind un bărbat tânăr, cu titlul de foarte nobilul Cezar (NOB CAESAR), iar pe unele reversuri titlul de Prinț al Tineretului (PRINCIPI IVVENTVTI). Alte reversuri monetare îi celebrează victoriile asupra alemanilor, sau dedicații lui Jupiter, lui Marte sau lui Sol Invictus și unor virtuți personificate.

## PersonajulCrispus, în operă
Personajul Crispus este erou central în opera Fausta de Donizetti, jucată pentru prima oară la 12 ianuarie 1832, la Teatro San Carlo, din Neapole.